# もうすっかりあれなんだよね
『もうすっかりあれなんだよね』は、2015年8月12日に発売されたクレイジーケンバンド16枚目のアルバム。DVD付初回限定盤と通常盤の2形態で発売。
DVDは2014年11月24日に神奈川県民ホール大ホールで行われた「CRAZY KEN BAND SPARK SHOW 2014 Presented by NISHIHARA SHOKAI」を収録。
2018年11月3日には2枚組LPレコードでも発売されている。

## 収録曲
作詞・作曲：横山剣（特記以外）編曲：横山剣/小野瀬雅生（特記以外）

### CD
1. SOUL PAINT
2. 開拓者
3. 間違いだらけのクルマ選び
4. ニンゲンモドキ
5. もうすっかりあれなんだよね
6. 指輪 （作詞：横山剣/サン太パパ）
7. パパの子守唄
東映 アニメ映画「天才バカヴォン～蘇るフランダースの犬～」主題歌
8. eye catch：すっかり八兵衛
9. 6789（作詞・作曲：横山剣/菅原愛子/スモーキー・テツニ）
10. ENGINE（編曲：横山剣/小野瀬雅生/河合わかば）
11. カフェレーサー
12. MONEY HONEY
13. シンガポール・スリング
14. レース!レース!レース!
15. タツノオトシゴ
16. eye catch：すっかり十六兵衛
17. Japanese Night
18. La Americana
19. GTR （Instrumental）（作曲・編曲：小野瀬雅生）

### 初回限定盤DVD
「CRAZY KEN BAND SPARK SHOW 2014 Presented by NISHIHARA SHOKAI」
1. あるレーサーの死
2. 地球が一回転する間に
3. 血の色のスパイダー
4. ハートブレイクBBQ
5. ドライヴ!ドライヴ!ドライヴ!
6. 猫
7. MITSUBACHI
8. あぶく
9. モータータウン・スイート
10. 本牧は午前零時
11. 2CV
12. メドレー 亀 / ☆☆☆☆☆
13. リトラクタブル
14. サーフィン・ウィズ・チキンカリー
15. メドレー Let's Go CKB / タイガー&ドラゴン
16. 肉体関係
17. スポルトマティック
18. ワイルドで行こう!!!
19. 香港グランプリ
20. ブス (Encore 1)
21. もうねぇ (Encore 1)
22. 世界、西原商会の世界! (Encore 1)
23. ごめんね坊や (Encore 2)
24. メドレー シンデレラ / 涙のイタリアンツイスト / 葉山ツイスト
25. あの鐘を鳴らすのはあなた (Encore 2)
26. スパークだ! (Encore 2)